# Rio dos Cedros (Santa Catarina)
Pour les articles homonymes, voir Rio dos Cedros (homonymie).
Le rio dos Cedros est une rivière brésilienne du nord de l'État de Santa Catarina.
Le cours d'eau naît sur le versant sur de la serra de Jaraguá (partie de la serra do Mar) et, coulant du nord-ouest vers le sud-est, il baigne les municipalités de Rio dos Cedros et Timbó.
À hauteur de la ville d'Indaial, à 12 km de Blumenau, il se jette dans le rio Itajaí-Açu, dont il est un des principaux affluents.